# Arrebato
Arrebato és una pel·lícula de l'any 1979 dirigida per Iván Zulueta i protagonitzada per Eusebio Poncela, Cecilia Roth i Antonio Gasset.

## Argument
El director José Sirgado (Eusebio Poncela) se sent insatisfet amb la seua nova pel·lícula de terror. Addicte a l'heroïna, és un home infeliç i angoixat. A més, ha trencat amb Ana Turner (Cecilia Roth), la seua amant argentina i actriu dels seus films. Deixa la sala de muntatge i travessa la ciutat. Al seu pis, obre un paquet enviat per Pedro (Will More), un noi a qui va conèixer temps enrere. Conté una cinta, una clau i un rotlle de pel·lícula de pas estret. Sirgado s'injecta droga i escolta el relat de Pedro sobre la seua insòlita experiència amb la càmera de cinema. Una càmera capaç de posseir i vampiritzar tot allò que filma.

## Context històric i artístic
Arrebato és, potser, la més torbadora, febril i extrema pel·lícula de tot el cinema espanyol. El cartellista i cineasta donostiarra Iván Zulueta havia rodat en format reduït films de caràcter underground i contracultural, debutant en el llargmetratge amb un insòlit film musical: Un, dos, tres, al escondite inglés (1969). Però amb Arrebato encara va anar més lluny, endinsant-se de ple en una al·lucinada travessia cap a les parts més fosques de la percepció. Seria una experiència única, obsessiva i arriscada, i una obra enigmàtica, d'argument transgressor, tosquedat plàstica i narrativa dispersa. Zulueta la va realitzar amb intemperància i precarietat: un molt petit equip tècnic i només cinc milions de pessetes, en part aportats per l'arquitecte lleonès Nicolás Astiárraga. Entreteixint les nocions possessives, el poder de la imatge cinematogràfica i la càrrega de les drogoaddiccions, la pel·lícula també es refereix o al·ludeix a les paranoies artístiques i la idea del suïcidi. Tan estranya i malaltissa com hipnòtica i apassionant, i habitada per personatges patètics i neguitejats, aquesta fou l'obra àlgida i terminal d'Iván Zulueta.
Melodrama de l'angoixa i inquietant mostra de cinema fantàstic, el film assenyala algunes idees sobre la naturalesa vampírica del cinema i comparteix torbacions i dolors gairebé autobiogràfics. La càmera pot afeblir i matar. El cinema pot ésser com un monstre tortuós, engolidor i destructiu. Pel·lícula de culte per excel·lència, roman en la cúspide de les rareses audiovisuals i descobreix el retrat en brut del món del també crònicament vampiritzat Zulueta: cinema, heroïna i autodestrucció. Després d'ésser refusada pel Festival Internacional de Cinema de Canes, la pel·lícula va ésser vista per una minoria d'espectadors. Anys després és considerada una obra de culte, maleïda i essencial.

## Frases cèlebres
| « | "Jo creia estar a la vora l'arravatament absolut, iniciant el meu camí a la glòria. Durant el viatge en tren em vaig sentir envaït per una estranya eufòria. El viatge de Segòvia a Madrid va resultar com anar de Venus a Plutó. Les velocitats se sumaven, restaven, multiplicaven. Tants ritmes, tots diferents, mai vistos per mi. Encara que pressentits, en realitat eren els de sempre. Només que a favor, no en contra. El cas és que ara els sentia, passaven. En qualsevol cosa descobria tresors, i en qualsevol cosa sentia un èxtasi, o si més no, a mi m'ho semblava. El cas és que vaig instal·lar-me en les alçades d'uns apartaments i em vaig dedicar a fer-ho tot meu. Jo no volia relacionar-me amb la gent, tu ja ho saps; volia que la meua relació es produís exclusivament a través del cinema: filmar i projectar. Però, és clar, a mesura que vaig anar filmant noves imatges, no vaig tindre més remei que parlar, convèncer, convidar-los a menjar, a beure... En fi, com tu ja saps, jo no puc fer aquestes coses sense ajuda. Bé, no ens enganyem; la veritat és que necessitava plaer. No necessitava cap ajut, sinó plaer addicional." (Will More interpretant Pedro) | » |

## Curiositats
- Cecilia Roth imita Betty Boop i Helena Fernán-Gómez (filla de Fernando Fernán Gómez i de María Dolores Pradera) interpreta un transvestit, la qual seria doblada per un jove empleat de la Compañía Telefónica Nacional de España anomenat Pedro Almodóvar[1] perquè el cineasta manxec podia fingir una veu més femenina tal com volia Zulueta per al seu personatge.[2]
- Tant el pla de rodatge com el pressupost creixien a mesura que transcorria la filmació de la pel·lícula.[2]
- El so final de la metralladora fou una idea d'Eusebio Poncela.[2]

## Premis
- 1981: Fantasporto (Premi de la crítica, Premi al millor actor i Premi al millor guió).[3]